# Carolin Schiewe
Carolin Schiewe (* 23. Oktober 1988 in Berlin-Staaken) ist eine deutsche Fußballtrainerin und ehemalige -spielerin. Die Mittelfeldspielerin spielte zuletzt für den Bundesligisten SC Freiburg.

## Karriere
Carolin Schiewe begann ihre Karriere bei Rot-Weiß Groß Glienicke. 2001 wechselte sie zum 1. FFC Turbine Potsdam. Dort wurde sie von 2003 bis 2005 dreimal in Folge deutsche Meisterin der B-Juniorinnen. 2004 wurde sie mit der U-19-Nationalmannschaft Weltmeisterin, wobei sie allerdings nur im Eröffnungsspiel gegen den Gastgeber Thailand eingesetzt wurde. Das Jahr 2006 wurde zum bisher erfolgreichsten Jahr ihrer Karriere. Mit dem Verein wurde sie deutsche Meisterin und Pokalsiegerin und mit der deutschen U-19-Auswahl Europameisterin. Ein Jahr später konnte sie den Europameistertitel verteidigen und wurde von der UEFA in das „Dream Team“ des Turniers gewählt. Im Januar 2008 gewann sie erstmals den Hallenpokal. Im Finalspiel gegen den FCR 2001 Duisburg erzielte Schiewe dabei den Siegtreffer zum 2:1.
Nach zwei weiteren Meisterschaften und dem Gewinn der Champions League wechselte Schiewe zur Saison 2010/11 zum FF USV Jena.
Dort fasste sie sofort Fuß und avancierte zur Stammspielerin. Am 26. April 2015 verkündete Schiewe ihren Wechsel zum SC Freiburg mit Beginn der Saison 2015/2016.
Carolin Schiewe beendete ihre Karriere 2020 nachdem sie sich 2019 im Training einen Kreuzbandriss im rechten Knie zuzog. Sie machte 2020 die Trainer-B-Lizenz. Seit der Saison 2022/23 ist Schiewe, neben Anja Maike Hegenauer, Trainerin der U15-Juniorinnen des Sport-Clubs.

## Erfolge
- Championsleague-Siegerin: 2010
- 3. Platz U-20-Fußball-Weltmeisterschaft der Frauen 2008
- DFB-Hallenpokalsiegerin 2008
- U-19-Europameisterin 2006, 2007
- Deutsche Meisterin 2006, 2009, 2010
- DFB-Pokalsiegerin 2006
- U-19-Weltmeisterin 2004
- Deutsche Meisterin der B-Juniorinnen 2003, 2004, 2005